# Minke Wang
Minke Wang (xinès simplificat: 王敏科, pinyin: Wáng Mǐnkē; Wenzhou, Zhejiang, 1978) és un escriptor xinés en llengua castellana.

## Biografia
La seua iaia fou la primera advocada de la ciutat de Wenzhou, en temps de la República de la Xina. El seu iaio patern, poeta d'estil clàssic vinculat al Guomindang, patí escarni públic amb el final de la Guerra Civil Xinesa. El iaio matern, d'altra banda, pertanyé al grup literari del Jiuye.
Es trasllada a València l'any 1988, amb 10 anys, i posteriorment viuria a Madrid i Valladolid. Tornaria a València en la dècada del 2020, amb la seua família. El 2007 esdevé el primer xinés en guanyar el Premi nacional de narrativa curta del periòdic El País.
El seu primer llibre fou el poemari mòh (2015); i també va escriure l'obra de teatre Un idioma propio (2018) estrenada en el Teatro María Guerrero. El 2025 guanya el V premi de No Ficció de Libros del Asteroide amb Voces de Ultramar.